# Michel Boudier
 (octobre 2023).
Pour les articles homonymes, voir Boudier.
Michel Boudier, aviateur et Compagnon de la Libération est né le 8 juin 1920 à Paris et mort le 23 juin 1963 à Landau in der Pfalz (Allemagne).

## Biographie
Élève au collège Stanislas à Paris de 1932 à 1937, il s’engage dans l'Armée de l'air en qualité d'élève pilote le 12 décembre 1938. Affecté à l'École de pilotage d'Angers, le caporal Boudier est breveté pilote militaire le 21 janvier 1940. 
Promu au grade de sergent en février, il refuse la défaite et le 24 juin 1940, avec plusieurs de ses camarades, il embarque à bord de l'Ettrick à Saint-Jean-de-Luz à destination de l'Angleterre. Débarqué le 27 juin, il s'engage dans les Forces aériennes françaises libres (FAFL) le 1er juillet 1940. 
Après un séjour au camp d'Odiham puis une longue année d'entraînement, il est envoyé à partir d'août 1941 en stage dans un Operational Training Unit de la Royal Air Force.

## Faits de guerre
Promu sergent-chef, il est affecté au 232 Squadron de la RAF en septembre 1941 avant de rejoindre, en novembre, le Groupe de chasse "Île-de-France" (340 Squadron) alors en formation. Le 8 mai 1942, Michel Boudier tire et endommage sérieusement un Me 109 allemand au cours d'une patrouille. Il reçoit alors sa première citation à l'ordre des FAFL et est nommé au grade d'aspirant d'active le lendemain.
Le 5 septembre 1942, il abat deux chasseurs Focke-Wulf Fw 190 ennemis dans la même journée et est promu sous-lieutenant.
Le 12 décembre, il abat de nouveau un Fw 190 et reçoit ses galons de lieutenant.
Michel Boudier quitte le Groupe l'Île-de-France pour rejoindre, en janvier 1943, le Groupe de chasse "Alsace" (341 Squadron).
Promu capitaine le 16 mars 1943, il prend, au sein du groupe Alsace, le commandement de l'Escadrille "Mulhouse". Il accomplit avec son unité de nombreuses missions sur la France et la Belgique et abat un nouvel appareil ennemi le 17 mai 1943 au-dessus de la région de Caen. 
Entre le 16 juillet et le 23 septembre 1943, il multiplie presque par deux son tableau de chasse, endommageant quatre avions allemands et en détruisant trois.
À partir octobre 1943, il effectue un séjour à l'État-major à Londres avant de retrouver le groupe Alsace le 16 février 1944. Il reprend ses missions offensives, détruisant au sol de nombreux objectifs ennemis mais en ramenant à plusieurs reprises son avion endommagé.
Abattu le 9 juillet 1944 après avoir descendu un Me 109, sa huitième victoire aérienne, il parvient à contacter un réseau d'évasion mais il est arrêté par la Gestapo, incarcéré, maltraité et condamné à mort. Il conserve un mutisme absolu par rapport au réseau auprès duquel il a été en contact. Reconnu finalement comme un soldat régulier, ses juges l'envoient en Allemagne dans un oflag à Nuremberg puis à Munich. Il est libéré par l'avance alliée le 29 avril 1945. 
Michel Boudier termine la guerre avec un palmarès de 337 missions de chasse totalisant 436 heures de vol de guerre, huit victoires officielles et sept probables.

## Vie militaire d'après-guerre
Adjoint au commandant du Groupe de chasse 2/5 "Lafayette" en juillet 1945, il est volontaire pour l'Indochine et est affecté à la 2e Escadre de chasse en Extrême-Orient en février 1947 ; six mois plus tard il rejoint les rangs de la 4e Escadre de chasse. 
Le 1er janvier 1949, le commandant Michel Boudier rejoint la 5e Escadre de chasse avant, quatre mois plus tard, d'être nommé commandant du Groupe de chasse 1/5 "Vendée" avec lequel il repart pour l'Indochine jusqu'en août 1949. Il y aura accompli au total 421 missions en 482 heures de vol en opérations.
Il sert ensuite en Algérie, notamment comme chef du 3e Bureau de la 5e Région aérienne à Alger, jusqu'au moment où il reçoit ses galons de lieutenant-colonel en janvier 1955. 
Affecté ensuite au Maroc, au commandement de l'Escadre de chasse 00.008 à Rabat jusqu'en décembre 1956, le lieutenant-colonel Boudier sert ensuite à l'État-major des Forces aériennes alliées du Centre Europe à Fontainebleau. 
Sous-chef d'État-major de la 3e Région aérienne à Bordeaux de janvier 1961 à juillet 1962, il est nommé le 9 juillet 1962 à la 4e Force aérienne tactique interalliée à Ramstein en Allemagne et promu colonel le 1er mars 1963. Il sait qu'il est atteint par la maladie mais il veut, jusqu'au bout être à son poste.
Le colonel Boudier est décédé des suites d'une grave maladie le 23 juin 1963 à Landau in der Pfalz en Allemagne. Il totalisait plus de 1 853 heures de vol de guerre en 1 758 missions de guerre. Le nombre de citations élogieuses est impressionnant. Ses obsèques ont été célébrées en l'église Saint-Louis des Invalides à Paris. Il a été inhumé au cimetière de Senlisse (Yvelines).

## Distinctions
- Grand officier de la Légion d'honneur
- Compagnon de la Libération - décret du 20 novembre 1944
- Croix de guerre 1939–1945 (13 citations) (12 palmes et une étoile)
- Croix de guerre des Théâtres d'opérations extérieurs (sept citations)
- Insigne des blessés militaires
- Médaille coloniale avec agrafe "Extrême-Orient"
- Médaille de l'Aéronautique
- Médaille commémorative des services volontaires dans la France libre
- Médaille commémorative française de la guerre 1939–1945 avec agrafes France, Angleterre, Libération, Allemagne
- Médaille commémorative des opérations de sécurité et de maintien de l'ordre en AFN
- Distinguished Flying Cross (Royaume-Uni)
- Croix de guerre 1939-1945 (Tchécoslovaquie)
- Médaille d'Or de l'Aéro-club de France